# زخم عمیق (فیلم ۱۹۸۰)
زخم عمیق ([Rough Cut] Error: {{Lang-xx}}: متن دارای نشانه‌گذاری ایتالیک است (راهنما)) یک فیلم سینمایی آمریکایی در سبک فیلم سرقت به نویسندگی لری گلبرت و کارگردانی دان سیگل با بازی برت رینولدز، لسلی-آن داون و دیوید نیون است. این فیلم براساس رمان پنجه شیر را لمس کنید (۱۹۷۵) نوشته درک لمبرت ساخته شده است. 

## فیلمبرداری
فیلمبرداری در اوت ۱۹۷۹ در لندن آغاز شد.